# To Be Free
„To Be Free” (en.: Să fiu liberă) este un cântec cu versurile scrise de Bogdan Cikaliuk în 1977 și compus și interpretat de Alyosha. Cântecul a fost selectat pe 20 martie 2010 dintre cele 20 participante la selecția națională finală ucraineană Eurovision 2010, pentru a reprezenta Ucraina la acest concurs. După voturile juriului profesionist și televot, Alyosha a ajuns pe primul loc, la egalitate de puncte cu Mașa Subko. Alyosha a câștigat selecția, deoarece a obținut mai multe puncte de la juriu.
Alyosha a fost imediat acuzată de plagiat, după ce s-a sesizat asemănarea cântecului cu „Knock Me Out”, interpretat de Linda Perry și Grace Slick. În plus, pe pagina de Myspace a interpretei, piesa este promovată încă din 2008, iar data ultimei sesiuni de log-in a Alyoshei este pe 19 mai 2009, ceea ce încalcă regulile concursului Eurovision.
În final, Alyosha a participat la concurs cu o altă piesă, „Sweet People”, și a obținut locul 10.